# Linear timecode
Il timecode longitudinale (detto anche lineare o LTC) codifica il timecode SMPTE come segnale audio con codifica Manchester-Biphase. Questo segnale audio può essere normalmente registrato su una normale traccia magnetica di un videoregistratore o di un registratore audio. Ogni fotogramma termina con una parola di sincronizzazione che ha una relazione di sincronia speciale, predefinita per ogni tipo di contenuto televisivo o cinematografico.
Uno speciale bit all'interno del timecode, il biphase mark correction, assicura che ci sia un numero pari di transizioni in ogni gruppo valido di dati.
Se riprodotto come segnale audio, il timecode longitudinale ha un caratteristico rumore pulsante ed è stato anche impiegato come effetto speciale per dare l'idea della trasmissione dati o di un'elaborazione elettronica. Molti tecnici audio professionisti vedono questo impiego del segnale LTC come un metodo estremamente poco realistico e frettoloso di realizzare un effetto di questo tipo.

## Generazione e distribuzione
Il generatore del timecode dovrebbere essere agganciato al generatore di nero centrale, in modo che tutti i dispositivi che impiegano il timecode possano sincronizzarsi correttamente e premettere altresì il rispetto del color framing.
Il segnale LTC è un segnale audio in cui l'informazione è contenuta nellì'alternanza di un segnale a 1200Hz e di uno a 2400Hz secondo i livelli logici dei bit e può essere trasportato attraverso tutti i dispositivi audio standard: cavi, connettori, distributori, matrici e sezionatori. Può essere isolato dalla terra con un trasformatore audio.
Se il segnale viene sbilanciato, può essere trasportato anche mediante cavi video con impedenza caratteristica 75 ohm e venire processato da distributori video.
Il segnale del timecode trasmesso lungo linee audio può causare problemi di diafonia, o essere disturbato da segnali attigui. Se viene registrato su nastro, è buona regola evitare di registrare segnali percussivi sulla traccia immediatamente adiacente, e non fare transitare il segnale da compressori o equalizzatori.

## Formato del timecode longitudinale
Il formato base è un codice di 80 bit che contiene ora, minuti, secondi e numero di fotogramma.
0..3: unità fotogrammi
4..7: campo user bit numero 1
8..9: decine fotogrammi
10: 1=formato drop frame (i fotogrammi 0 e 1 del primo secondo di ogni minuto sono scartati, a meno che il numero dei minuti non sia divisibile per dieci. Questo approssima i 29.97 fotogrammi per secondo)
11: 1="color frame", nel caso il timecode si intenda sincronizzato con la sequenza colori dei semiquadri televisivi.
12..15: campo user bit numero 2
16..19: unità secondi
20..23: campo user bit numero 3
24..26: decine secondi
27: bit di correzione bifase; impostato o azzerato in modo che ogni parola di 80 bit abbia un numero pari di zeri. In un timecode lineare, questo permette di leggere il segnale del time con un oscilloscopio, senza che il segnale si inverta continuamente. Le apparecchiature moderne rigenerano il timecode con una temporizzazione fissa legata all'intervallo di scansione verticale, quindi questo bit è molto meno necessario di un tempo.
28..31: campo user bit numero 4
32..35: unità minuti
36..39: campo user bit numero 5
40..42: decine minuti
43: flag binary group (con i bit 43 e 59 = 00 = nessun formato per gli user bit, 10 = formato a otto bit, 01, 11 non assegnati o riservati).
44..47: campo user bit numero 6
48..51: unità ore
52..55: campo user bit numero 7
56..57: decine ore
58: non usato, riservato, dovrebbe essere sempre a zero e ignorato in ricezione, per compatibilità
59: flag binary group (si veda il bit 43 per la codifica)
60..63: campo user bit numero 8
64..79: parola di sincronizzazione, dovrebbe essere 0011 1111 1111 1101
Ci sono 32 bit per i dati utente, di solito usati per la data e il numero della bobina. Possono essere qualunque cosa se i bit 43 e 59 sono impostati a zero.
Questi bit sono codificati come bifase. Un bit impostato a zero compie una singola transizione all'inizio del periodo, mentre un bit impostato a uno ha due transizioni, all'inizio e a metà del periodo. Questa codifica è autosincrona.
Il timecode SMPTE longitudinale dovrebbe essere riprodotto a circa metà del livello audio utile, per evitare distorsioni.